# Xã Shippen, Quận Cameron, Pennsylvania
Xã Shippen (tiếng Anh: Shippen Township) là một xã thuộc quận Cameron, tiểu bang Pennsylvania, Hoa Kỳ. Năm 2010, dân số của xã này là 2.232 người.